# Давиденко Володимир Маркович
Володимир Маркович Давиденко (22 листопада 1940) — український біолог, кандидат біологічних наук, доцент.. Коло наукових інтересів: заповідна справа і заповідання, історія біології і біологічної науки та освіти, розмноження тварин, еволюційна теорія, радіобіологія. З цих питань має понад 600 книг, монографій, статей, навчальних посідників, підручників та 12 посвідчень на винаходи і раціоналізації.

## Біографія
Народився в 1940 році на Чернігівщині в сім'ї залізничника. У 1958 році закінчив середню школу в селі Вересоч. У 1965 році закінчив зооінженерний факультет Української сільськогосподарської академії (нині Національний університет біоресурсів і природокористування України).
З 1965 року працював в УНДІТ «Асканія-Нова».
У 1971 році закінчив аспірантуру Української сільськогосподарської академії і захистив дисертацію на ступінь кандидата біологічних наук.
З 1971 по 1984 роки працював молодшим, старшим науковим співробітником, завідувачем відділу біології розмноження тварин УНДІ «Асканія-Нова».
З 1984 по 1997 роки працював завідувачем кафедри, деканом, доцентом Миколаївського державного аграрного університету.
З 1997 по 2001 роки працював доцентом Миколаївської філії Національного університету «Києво-Могилянська академія» (зараз Чорноморський державний університет імені Петра Могили).
2001 року повернувся до Миколаївського державного аграрного університету, де працює доцентом на кафедрі зоогігієни та ветеринарії.

## Наукова діяльність
Коло наукових інтересів: історія біології, радіобіологія, біологія розмноження тварин, заповідна справа і заповідання.
Автор близько 500 робіт, серед яких 6 типових програм з навчальних дисциплін ВНЗ ІІІ-IV рівнів акредитації, 1 підручник, 6 навчальних посібників з грифом Міністерства освіти і науки та Міністерства аграрної політики України, 2 курси оглядових лекцій, 4 монографії, 10 книг, 1 довідник, 6 термінологічних словників, 72 методичні рекомендації, вказівки, розробки, 465 статей, брошур, тез доповідей.
Має 12 авторських свідоцтв на винаходи.

### Основні наукові публікації
- Давиденко В. М. Біотехнологічні фактори інтенсифікації відтворення овець: [монографія] / В. М. Давиденко. — К. : Аграрна наука, 1998. — 250 с.
- Давиденко В. М. Теорія і практика біотехнології використання племінних баранів: [монографія] / В. М. Давиденко. — Миколаїв: МДАУ, 2004. — 346 с.
- Журавель М. П. Технологія відтворення сільськогосподарських тварин / М. П. Журавель, В. М. Давиденко. — К. : Слово, 2005. — 336 с.
- Давиденко В. М. Заповідна справа (навчальний посібник для ВНЗ). — Миколаїв: МФНУКМА, 2002. — 140 с.
- Давиденко В. М. Радіобіологія (навчальний посібник для факультетів зооінженерного та агрономічного напрямів аграрних ВНЗ). — Миколаїв: МДАУ, 2005. — 185 с.
- Грабак Н. Х., Топіха І. Н., Давиденко В. М., Шевель І. В. Основи ведення сільського господарства (навчальний посібник), — К.: видавничий дім «Професіонал», 2006. — 496 с.
- Давиденко В. М. Вступ до спеціальності / В. М. Давиденко. — Миколаїв: МДАУ, 2007. — 327 с.
- Давиденко В. М. Екологічні знання як фактор якості вищої освіти / В. М. Давиденко // Наука і освіта — Київ: Аграрна освіта. — 2008.- 16.
- Давиденко М. М. Ресурси сталого розвитку суспільства і сільського господарства / М. М. Давиденко, В. М. Давиденко // Збірник наукових праць. Фальцфейнівські читання. — Херсон, 21-23 травня 2009. — С. 69—74.
- Давиденко В. М. Фелінологія: стан, значення і проблеми / В. М. Давиденко, Т. В. Наконечна // Науковий вісник. — 2009. — Вип. 24 — Ч. 4 (1). — С. 70—73.
- Давиденко В. М. Радіоекологія і радіобіологія в системі вищої освіти / В. М. Давиденко // Матеріали V з´їзду радіобіологічного товариства України. — Ужгород, 15-18 вересня 2009 р. — С. 178.
- Давиденко В. М. Тваринництво: [навчальний посібник] / В. М. Давиденко. — Миколаїв: МДАУ, 2010. — 311 с.
- Давиденко В. М. Пріоритети розведення, годівля і утримання страусів / В. М. Давиденко // Х Міжнародні новорічні біологічні читання. — Миколаїв, 10-11 грудня 2010 р. — С. 162—166.
- Давиденко В. М. Вода — важливий фактор екології і вичерпний ресурс органічного життя на землі / В. М. Давиденко, О. К. Цхвітава // ХІ Міжнародна науково-практична конференція «Актуальні проблеми сучасної біології та здоров´я людини». — Миколаїв: МНУ, 16-17 грудня 2011 р. — Вип. 11. — С. 284—288.
- Давиденко М. М. Вичерпні ресурси врівноваженого розвитку сільського господарства / М. М. Давиденко, В. М. Давиденко // Науково-методичний журнал «Наукові праці». — 2011. — Вип. 140 (Т. 152). — С. 89—94.
- Давиденко В. М. Тривалість життя тварин / В. М. Давиденко // Науково-методичний журнал «Наукові праці». — 2012. — Вип. 167 (Т. 179). — С. 85—88.
- Давиденко В. М. Степові орли з України над берлінською могилою творця «Асканії-Нової» / В. М. Давиденко // — Херсон, Наддніпрян. правда. — 2014. — 24 січ. (№ 6).
- Давиденко В. М. Слід  пам'ятати  / В. М. Давиденко — Київ: Отчий поріг, 2017, квітень, № 4, с. 13.
- Давиденко В. М.  Славний син Чернігівщини /  В. М. Давиденко — Київ: Отчий поріг, 2017, грудень, № 12, с. 13.

## Родина
З 1967 року одружений. Має сина Константина, доньку Анну та двох онуків — Володимира і Яну.